# Daniel Masson
Daniel Masson (? de abril de 1897 — 25 de março de 1980) foi um ciclista francês. Ele terminou em último lugar no Tour de France 1922 e 1923.